# Ахтисаари, Ээва
Ээва Ахтисаари (фин. Eeva Ahtisaari; род. 18 июня 1936, Варкаус, Финляндия) — вдова десятого президента Финляндии Мартти Ахтисаари, первая леди Финляндии с 1 марта 1994 года по 1 марта 2000 года.

## Биография
Ээва Ахтисаари родилась 18 июня 1936 года. Окончила Университет Хельсинки в 1962 году и работала преподавателем истории в Куопио, Рованиеми и Эспоо.
В 1974—1989 годах Ахтисаари жила в Танзании и Намибии, поскольку её муж Мартти Ахтисаари работал дипломатом и специальным представителем ООН.
21 марта 2020 года было объявлено, что у Ээвы Ахтисаари был положительный результат теста на коронавирус.
Её супруг, Мартти Ахтисаари, скончался 16 октября 2023 года в возрасте 86 лет.